# Nigger: The Strange Career of a Troublesome Word
Nigger: The Strange Career of a Troublesome Word (en español, Nigger: La extraña carrera de una palabra problemática) es un libro publicado en 2002 por Randall Kennedy de la Escuela de Ley del Harvard sobre la historia y sociología de la palabra nigger.
El libro apareció de forma destacada en un episodio de Boston Public en el que un profesor blanco, interpretado por Michael Rapaport, intentaba emplear el libro para enseñar a sus alumnos la historia y la controversia en torno a la palabra (temporada 2, episodio 15: «Chapter Thirty-Seven»).

## Lectura adicional
- Nigger: The Strange Career of a Troublesome Word  - vista previa del libro en línea en Google Libros. ISBN 0-375-42172-6.